# 知識のJTB説
知識のJTB説（ちしきのJTBせつ）とは、現代の哲学における認識論（知識論）の考え方のひとつ。
Sがpを知っているとは、(1) pが真であり、(2) Sがpを真であると信じていて、(3) Sがpを真であると信じることが正当化されていること、とする定義。Justified-True-Belief（正当化された真なる信念）の頭文字からJTB説といわれる。

## 概要

### Truth（真である）
ある信念が知識であるとき、それが真であることを強く含意している。それゆえ、真でないものは知識とはなり得ない。例えば、2016年のアメリカ大統領選挙でヒラリー・クリントンが勝利したことは、実際には起こらなかったので、誰も知ることができない。このような、真であることを知識の必要条件とみなす考え方は、知識とは人が現実と認知的に接触する関係であるという考えを反映したものである。

### Belief（信念）
現代認識論において、信念がどのようなものかについてはいくつか考え方がある。広く合意の取られている見解としては、知識は信念の一形態であると理解されている。これは、何かを知ることはそれを信じることを意味するという考え方に基づいている。あるいは別の見方として、「信じること」を「同意をもって考えること」あるいは「何かが真実であることへのコミットメント」として定義し、これが知識にも当てはまることを示すという考え方もある。

### Justified（正当化された）
知識は、単に正しいだけでなくそれ以上のことを意味する、という考えに基づき、正当化という概念が提示される。たとえば「マチュピチュはペルーにある」という文は、真であるが、もし「マチュピチュもペルーも語尾がuである」という理由からそう信じているだけであれば、その信念は正当化されない。
現代認識論において、真なる信念の正当化がどのようになされるかが重要な問題とみなされていて、さまざまな論争がなされている。

## 現代認識論における様々な立場

### 内在説と外在説
知識についての内在説（internalism）とは、主体の内的な精神状態が信念を正当化すると主張する立場である。それに対し、外在説（externalism）は、内部要因だけが信念の正当化に関与するわけでないと主張する立場である。

### 実在論と反実在論
知識についての実在論（realism）とは、真理は原理的にそれを知る私たちの能力を超えたものであり、何が真なのかについて私たちがどれほど探究したとしても、そこで形成される最良の意見すら偽であり得る、という立場。とりわけ直接実在論は、少なくとも欺きが行われていなければ、知覚経験において外的世界そのものが意識される、と考える立場のことであり、間接実在論は知覚において世界を直接経験することはない、と主張する立場のことである。それに対し、反実在論（anti-realism）とは、何が真なのかについて私たちが探究した末に形成する最良の意見が、真理と相違することはありえない、と考える立場である。 

### 観念論と経験論
知識についての観念論（idealism）とは、外的世界は存在しないという立場である。また、経験論（empiricism）とは、あらゆる実質的な知識は、感覚経験に由来するはずだ、という立場である。

### 可謬主義と不可謬主義
知識についての可謬主義 (fallibilism) とは、信念が可謬的である場合でも、それを構成要素とする知識を持つことができる、という立場。それに対し、不可謬主義 (infallibilism) とは、知識を持つためには、不可謬な信念を持たなければならない、という立場である。 